# Квартет Большого театра (1931—1968)
Квартет Большого театра, Квартет имени Большого театра, Квартет ГАБТа — российский струнный квартет, существовавший в 1931—1968 гг. Дал первый концерт 24 мая 1931 года в Бетховенском зале Большого театра как Квартет солистов оркестра Большого театра. Первоначально все участники квартета были оркестрантами Большого театра.
В 1936 г. удостоен премии на конкурсе московских камерных ансамблей на лучшее исполнение произведений советских композиторов, в 1938 г. разделил с Квартетом имени Комитаса первую премию на Всесоюзном конкурсе смычковых квартетов. Высоко оценивая игру коллектива, Д. Д. Шостакович писал в том же году: «Артисты квартета „ГАБТ“ отличаются высокими индивидуальными качествами и составляют вместе первоклассный ансамбль, показавший большую музыкальную культуру».
С квартетом выступали и записывались пианисты Лев Оборин, Святослав Рихтер, Мария Гринберг, Роза Тамаркина, певица Наталья Шпиллер.

## Состав
Первая скрипка:
- Исаак Жук

Вторая скрипка:
- Борис Вельтман

Альт:
- Морис Гурвич (1931—1957)
- Галли Матросова (1957—1968)

Виолончель:
- Святослав Кнушевицкий (1931—1935)
- Исаак Буравский (1935—1968)

## Возрождение коллектива
В 2005 г. была предпринята попытка возрождения Квартета Большого театра, новый коллектив в различных составах выступал до 2010 г.